# Brian Riemer
Brian Riemer (født 22. september 1978) er en dansk fodboldtræner, der siden 24. oktober 2024 har været landstræner for Danmarks herrelandshold. Før dette var han cheftræner for fodboldklubben RSC Anderlecht.
Riemer arbejdede i mange år som ungdomstræner, inden han den 26. oktober 2018 blev assistenttræner for Thomas Frank i Brentford.
I 2022 blev han ansat som træner for den belgiske storklub RSC Anderlecht.
Den 19. september 2024 blev Riemer fyret, selvom Anderlecht kun havde tabt én kamp i sæsonen.